# Liste der Kulturdenkmäler in Oberwies
In der Liste der Kulturdenkmäler in Oberwies sind alle Kulturdenkmäler der rheinland-pfälzischen Ortsgemeinde Oberwies aufgeführt. Grundlage ist die Denkmalliste des Landes Rheinland-Pfalz (Stand: 8. Dezember 2023).

## Einzeldenkmäler
| Bezeichnung | Lage                                            | Baujahr                  | Beschreibung                                                      | Bild |
| ----------- | ----------------------------------------------- | ------------------------ | ----------------------------------------------------------------- | ---- |
| Wohnhaus    | Mittelstraße 2 Lage                             | 18. Jahrhundert          | Fachwerkhaus, teilweise massiv, Krüppelwalmdach, 18. Jahrhundert  | BW   |
| Backhaus    | westlich des Ortes (gegenüber Gieshübel 1) Lage | 18. oder 19. Jahrhundert | eingeschossiger Bau, teilweise Fachwerk, 18. oder 19. Jahrhundert | BW   |